# Horapol·lo
Horapol·lo (en llatí Horapollo, en grec Ὡρατόλλων) va ser un escriptor i gramàtic grec, segons Suides molt destacat, originari de Phaenebythis a Egipte, que va ensenyar a Alexandria i després a Constantinoble en el regnat de Teodosi I el Gran (finals del segle iv i començaments del segle v).
Hauria escrit uns comentaris sobre Sòfocles, Alceu i Homer i un llibre titulat Τεμενικά sobre els llocs consagrats als déus. Foci diu que era gramàtic, i autor de Περὶ τῶν πατρίων Ἀλεχανδρείας però podria ser d'un altre escriptor egipci del mateix nom que va viure en el regnat de l'emperador Zenó a la part final del segle v.
Un llibre sobre l'explicació dels jeroglífics egipcis Ὡπραπόλλωνος Νειλώνυ ἱερογλυφικά es conserva sota el nom d'Horapol·lo i com que sembla del segle v és més probable que correspongui al segon autor. L'obra vol ser una traducció grega feta per un Filip l'Egipci d'un llibre escrit per Horapol·lo (o erròniament Horus), i consta de dos llibres, de molta importància perquè mostren un gran coneixement de l'escriptura jeroglífica. El segon llibre és inferior al primer, i conté interpolacions, algunes datades al segle xv.